# 裘拉汀·佩姬
裘拉汀·佩姬（英語：Geraldine Sue Page，1924年11月22日—1987年6月13日）是美國女演員，曾獲得奧斯卡最佳女主角獎。

## 演出
- 《豐富之旅》（The Trip to Bountiful）